# Енн Ґренвілл, баронеса Ґренвілл
Енн Ґренвілл, баронеса Ґренвілл (з дому Пітт, вересень 1772 — червень 1864) — англійська дворянка та письменниця, походженням з родини Піттів, яка на той час домінувала в британській політиці.

## Життєпис
Енн Пітт була донькою Томаса Пітта, 1-го барона Камелфорда та його дружини Енн Вілкінсон. Її двоюрідним дідом був Вільям Пітт старший.
Вона вийшла заміж за тодішнього міністра закордонних справ Вільяма Віндема Ґренвілла, барона Ґренвілла 18 липня 1792 року. Сім'я Ґренвіллів уже була пов'язана з родиною Піттів через шлюб Пітта Старшого з Гестер Ґренвілл, тіткою Вільяма Ґренвілла. І Енн Пітт, і Вільям Пітт Молодший були його двоюрідними братами. Союз був підтриманий її батьком, бароном Камелфордом, і дядьком Ґренвілла, маркізом Бекінгемським, домінуючою фігурою в родині Ґренвіллів, який надав 20 000 фунтів стерлінгів. Ґренвілл продовжував бути прем'єр-міністром в 1806 і 1807 роках.
У 1804 році Енн Пітт успадкувала значні статки свого брата «напівбожевільного лорда», Томаса Пітта, 2-го барона Камелфорда, який був убитий на дуелі. Вартість спадщини становила 500 000 фунтів стерлінгів, включаючи Боконнок-Гауз і маєтки в Корнволлі, а також Будинок Камелфорд у Лондоні.
Ґренвілл помер у 1834 році, і Енн пережила його на 30 років — до червня 1864 року.
Два архіви її листування зберігаються у Британській бібліотеці та в Гемпширському архіві.